# Eugeniusz Spisacki
Eugeniusz Spisacki (ur. 25 listopada 1932 w Kowlu, zm. 21 sierpnia 2017) – polski trener koszykówki, zdobywca tytułu wicemistrza Polski z żeńską drużyną Ślęzy Wrocław (1982) i brązowego medalu mistrzostw Polski z męską drużyną Śląska Wrocław (1984).

## Życiorys
W młodości grał w koszykówkę, w zespołach OWKS Wrocław (na szczeblu okręgowym). Od 1953 reprezentował barwy Ogniwa (następnie Ślęzy Wrocław). Występował w rozgrywkach okręgowych, m.in. w 1953 zwyciężył ze swoją drużyną w zawodach okręgowych, w 1954 wygrał z nią rozgrywki grupy południowej II ligi, a w turnieju o awans do I ligi jego drużyna zajęła 3. miejsce, do 1956 grał w rozgrywkach II ligi.
W 1953 uzyskał uprawnienia instruktora koszykówki i rozpoczął pracę jako trener żeńskiej drużyny Ślęzy Wrocław. Poprowadzi tę drużynę do zwycięstwa w rozgrywkach o mistrzostwo okręgu (1955) i awansu do I ligi (1956). W kolejnych dwóch sezonach walczył ze Ślęzą o utrzymanie w I lidze, jednak w 1958 jego drużyna spadła do II ligi. Kolejny awans do I ligi wywalczył w 1962 i prowadził swój zespół na tym poziomie rozgrywek do spadku w 1969. W tym czasie Ślęza zdobyła kolejno miejsca: 7. (1962/1963), 7. (1963/1964), 8. (1964/1965), 8. (1965/1966), 9. (1966/1967), 10. (1967/1968) i 11. (1968/1969). W latach 1969–1971 prowadził swoją drużynę w II lidze.
W latach 1971–1978 pracował jako trener w sekcji koszykówki mężczyzn w Śląsku Wrocław. Prowadził tam grupy młodzieżowe, a w sezonie 1973/1974 I drużynę, z którą sięgnął po brązowy medal mistrzostw Polski.
W 1978 ponownie został trenerem występującej wówczas w II lidze Ślęzy w 1980 wywalczył z nią awans do I ligi. W sezonie 1980/1981 wywalczył z drużyną 5. miejsce w I lidze, a w sezonie 1981/1982 sięgnął z nią po srebrny medal mistrzostw Polski. Następnie zrezygnował z przyczyn zdrowotnych z funkcji I trenera, ale do 1987 pozostał w klubie jako koordynator szkolenia i w tym charakterze miał udział w mistrzostwie Polski zdobytym w sezonie 1986/1987. W latach 1980–1984 był przewodniczącym pionu żeńskiego Komisji Szkoleniowej Polskiego Związku Koszykówki, następnie (do 1998) pełnił funkcję wiceprezesa ds. szkoleniowych Dolnośląskiego Związku Koszykówki.
W 1952 ukończył Technikum Budowy Wagonów we Wrocławiu, w 1958 studia w Wyższej Szkole Wychowania Fizycznego we Wrocławiu. W latach 1958–1968 pracował jako nauczyciel wychowania fizycznego w Szkole Podstawowej nr 57 we Wrocławiu, w latach 1968–1983 w V Liceum Ogólnokształcącym we Wrocławiu.
Jego żona Janina, z d. Gerycz, była koszykarką, syn Wojciech – trenerem koszykówki.